# Lista de programas originais do SBT em resgate e produções originais do +SBT
O +SBT oferece acesso gratuito a íntegra de novelas, filmes, séries e minisséries, programas jornalísticos, telejornais e programas esportivos. Os usuários também podem acompanhar a programação do SBT ao vivo. A plataforma também disponibiliza todo o conteúdo do SBT, que inclui títulos como as novelas Carrossel, Amor e Revolução, Chiquititas, Cúmplices de um Resgate, Esmeralda, Amor e Ódio e entre outros.

## Programas Adicionados

### Novelas Nacionais
| #    | Título                      | Exibição Original | Data de lançamento                            |      |
| 2020 | 2020                        | 2020              | 2020                                          | 2020 |
| ---- | --------------------------- | ----------------- | --------------------------------------------- | ---- |
| 1    | Carinha de Anjo             | 2016 - 2018       | 3 de abril de 2020                            |      |
| 2    | As Aventuras de Poliana     | 2018 - 2020       | 3 de abril de 2020                            |      |
| 3    | Carrossel                   | 2012 - 2013       | 3 de abril de 2020                            |      |
| 4    | Esmeralda                   | 2004 - 2005       | 3 de abril de 2020                            |      |
| 5    | Amor e Revolução            | 2011 - 2012       | 3 de abril de 2020                            |      |
| 6    | Cúmplices de um Resgate     | 2015 - 2016       | 3 de abril de 2020                            |      |
| 7    | Chiquititas ♦               | 2013 - 2015       | 3 de abril de 2020 13 de fevereiro de 2025    |      |
| 8    | Revelação ♦                 | 2008 - 2009       | 3 de abril de 2020 29 de maio de 2025         |      |
| 2021 |                             |                   |                                               |      |
| 9    | Amor e Ódio                 | 2001 - 2002       | 26 de julho de 2021                           |      |
| 10   | Amigas & Rivais ♦           | 2007 - 2008       | 25 de setembro de 2021 03 de abril de 2025    |      |
| 11   | Marisol                     | 2002              | 22 de dezembro de 2021                        |      |
| 2022 |                             |                   |                                               |      |
| 12   | Poliana Moça                | 2022 - 2023       | 21 de março de 2022                           |      |
| 13   | Canavial de Paixões         | 2003 - 2004       | 22 de abril de 2022                           |      |
| 14   | Pícara Sonhadora            | 2001              | 19 de agosto de 2022                          |      |
| 15   | Maria Esperança ♦           | 2007              | 16 de setembro de 2022 19 de dezembro de 2024 |      |
| 16   | Cristal                     | 2006              | 16 de setembro de 2022                        |      |
| 17   | Pequena Travessa            | 2002 - 2003       | 21 de novembro de 2022                        |      |
| 2024 |                             |                   |                                               |      |
| 18   | A Caverna Encantada         | 2024 - atualmente | 29 de julho de 2024                           |      |
| 19   | Os Ricos Também Choram      | 2005 - 2006       | 8 de setembro de 2024                         |      |
| 20   | Seus Olhos                  | 2004              | 12 de setembro de 2024                        |      |
| 21   | Corações Feridos            | 2012              | 24 de outubro de 2024                         |      |
| 2025 |                             |                   |                                               |      |
| 22   | Chiquititas                 | 1997 - 2001       | 23 de janeiro de 2025                         |      |
| 23   | Vende-se um Véu de Noiva    | 2009 - 2010       | 03 de abril de 2025                           |      |
| 24   | Uma Rosa com Amor           | 2010              | 19 de junho de 2025                           |      |
| 25   | Fascinação                  | 1998              | 26 de junho de 2025                           |      |
| 26   | As Pupilas do Senhor Reitor | 1994 - 1995       | 28 de agosto de 2025                          |      |

♦ Indica títulos que deixaram a plataforma, quando o SBT Vídeos virou o +SBT, retornando posteriormente de forma atualizada.

### Novelas Estrangeiras
| Ano  | Novelas                       | Streaming       |
| ---- | ----------------------------- | --------------- |
| 2021 | Amores Verdadeiros ✝︎          | SBT Vídeos      |
| 2021 | Triunfo do Amor ✝︎             | SBT Vídeos      |
| 2021 | Coração Indomável ✝︎           | SBT Vídeos      |
| 2021 | Te Dou a Vida ✝︎               | SBT Vídeos      |
| 2021 | Amanhã é Para Sempre ✝︎        | SBT Vídeos      |
| 2021 | Mar de Amor ✝︎                 | SBT Vídeos      |
| 2022 | Se Nos Deixam ✝︎               | SBT Vídeos      |
| 2022 | Cuidado com o Anjo ✝︎          | SBT Vídeos      |
| 2022 | A Desalmada ♦                 | SBT Vídeos      |
| 2022 | Vencer o Desamor ✝︎            | SBT Vídeos      |
| 2022 | A Dona ♦                      | SBT Vídeos      |
| 2023 | Três Vezes Ana ✝︎              | SBT Vídeos      |
| 2023 | Sortilégio ♦                  | SBT Vídeos      |
| 2023 | Rebelde ▪︎                     | SBT Vídeos      |
| 2023 | Um Refúgio Para o Amor ✝︎      | SBT Vídeos      |
| 2023 | Meu Pecado ✝︎                  | SBT Vídeos      |
| 2023 | A Gata ✝︎                      | SBT Vídeos      |
| 2023 | Abismo de Paixão ♦            | SBT Vídeos      |
| 2023 | Minha Fortuna é Te Amar ✝︎     | SBT Vídeos      |
| 2024 | Teresa ✝︎                      | SBT Vídeos/+SBT |
| 2024 | Contigo Sim ✝︎                 | SBT Vídeos/+SBT |
| 2024 | Quando me Apaixono ✝︎          | +SBT            |
| 2024 | Alma Indomável ▪︎              | +SBT            |
| 2024 | Acorrentada ▪︎                 | +SBT            |
| 2024 | Amigas e Rivais ▪︎             | +SBT            |
| 2024 | Meu Caminho é Te Amar ✝︎       | +SBT            |
| 2025 | Alegrifes e Rabujos ▪︎         | +SBT            |
| 2025 | Gata Selvagem ▪︎               | +SBT            |
| 2025 | Amor Secreto ▪︎                | +SBT            |
| 2025 | Camaleões ▪︎                   | +SBT            |
| 2025 | A Usurpadora ✝︎                | +SBT            |
| 2025 | Amor Inesperado ▪︎             | +SBT            |
| 2025 | Para Te Ver Melhor ▪︎          | +SBT            |
| 2025 | Heidi, Bem-Vinda à Casa ▪︎     | +SBT            |
| 2025 | Eternamente Apaixonados ▪︎     | +SBT            |
| 2025 | As Filhas Da Senhora Garcia ▪︎ | +SBT            |
| 2025 | A Mulher Perfeita ▪︎           | +SBT            |
| 2025 | Maria do Bairro ▪︎             | +SBT            |

✝︎ Títulos que deixaram o streaming após um mês de encerramento na TV Aberta no SBT.
▪︎ Foi mantida ou segue em atualização no serviço.
♦ Deixou a plataforma, mas logo depois retornou.

### Séries
| Ano  | Título                         | Streaming  |
| ---- | ------------------------------ | ---------- |
| 2020 | Patrulha Salvadora             | SBT Vídeos |
| 2021 | A Fantástica Máquina de Sonhos | SBT Vídeos |
| 2023 | The Chosen                     | SBT Vídeos |
| 2024 | O Picapau Amarelo              | +SBT       |
| 2024 | Chaves                         | +SBT       |
| 2024 | Chapolin                       | +SBT       |
| 2025 | Rouge: A História              | +SBT       |

### Séries animadas
| Ano                                       | Séries animadas                      | Streaming  |
| ----------------------------------------- | ------------------------------------ | ---------- |
| 2021                                      | Boris E Rufus                        | SBT Vídeos |
| 2021                                      | Peixonauta                           | SBT Vídeos |
| 2021                                      | Zica e os Camaleões                  | SBT Vídeos |
| 2021                                      | Bubu e as Corujinhas                 | SBT Vídeos |
| 2022                                      | As Aventuras De Hello Kitty & Amigos | SBT Vídeos |
| 2022                                      | O Diário de Mika                     | SBT Vídeos |
| 2022                                      | Trains                               | SBT Vídeos |
| 2022                                      | Street Fighter II:V                  | SBT Vídeos |
| 2022                                      | A Turma Do Ronaldinho Gaúcho         | SBT Vídeos |
| 2022                                      | Mofy                                 | SBT Vídeos |
| 2023                                      | Daniel Tigre                         | SBT Vídeos |
| 2024                                      | Louie                                | +SBT       |
| 2024                                      | Oi Duggee                            | +SBT       |
| 2024                                      | O Livro da Selva                     | +SBT       |
| 2024                                      | Jojo & a Vovó                        | +SBT       |
| 2024                                      | Dot.                                 | +SBT       |
| 2024                                      | Rua do Zoo 64                        | +SBT       |
| 2024                                      | Ziggy e o Trenzinho do Zoológico     | +SBT       |
| 2024                                      | Gemini 8                             | +SBT       |
| 2024                                      | Hugo & Serena                        | +SBT       |
| 2024                                      | Jesus para Crianças                  | +SBT       |
| 2024                                      | Dinotrem                             | +SBT       |
| 2024                                      | Shaun, o Carneiro                    | +SBT       |
| 2024                                      | Timmy e seus Amigos                  | +SBT       |
| 2024                                      | Sonic X                              | +SBT       |
| 2024                                      | Os Smurfs                            | +SBT       |
| 2024                                      | Beyblade X                           | +SBT       |
| 2025                                      |                                      | +SBT       |
| Double Dragon                             |                                      | +SBT       |
| Guerreiras Mágicas de Rayearth            |                                      | +SBT       |
| Minha Amiga Nokotan é um Cervo            |                                      | +SBT       |
| Kamisama Kiss                             |                                      | +SBT       |
| Os Cavaleiros do Zodíaco: The Lost Canvas |                                      | +SBT       |
| O Show do Garfield                        |                                      | +SBT       |
| Speed Racer: Nova Geração                 |                                      | +SBT       |
| Brave 10                                  |                                      | +SBT       |
| Legends of the Dark King                  |                                      | +SBT       |
| Masha e o Urso                            |                                      | +SBT       |
| Carrossel Em Desenho Animado              |                                      | +SBT       |
| Mundo Bita                                |                                      | +SBT       |

### Originais
| Ano  | Título                                                    | Streaming  |
| ---- | --------------------------------------------------------- | ---------- |
| 2021 | Especial SBT 40 Anos                                      | SBT Vídeos |
| 2021 | A Fantástica Máquina de Sonhos                            | SBT Vídeos |
| 2022 | Controle Secreto                                          | SBT Vídeos |
| 2022 | Foca no SBT Vídeos                                        | SBT Vídeos |
| 2022 | Programa da Maravilha                                     | SBT Vídeos |
| 2023 | Ucrânia: Arquivos de Guerra                               | SBT Vídeos |
| 2023 | Boate Kiss: Além da Notícia                               | SBT Vídeos |
| 2024 | O Picapau Amarelo                                         | +SBT       |
| 2024 | Silvio Santos: Vale Mais do que Dinheiro                  | +SBT       |
| 2024 | Vida em Números                                           | +SBT       |
| 2024 | Cazalbé, O Herdeiro da Graça                              | +SBT       |
| 2024 | Hebe, a Cara da Coragem                                   | +SBT       |
| 2024 | Gugu, Toninho e Augusto                                   | +SBT       |
| 2024 | Divina Christina                                          | +SBT       |
| 2024 | A Pracinha                                                | +SBT       |
| 2024 | Geração Chiquititas                                       | +SBT       |
| 2025 | O Sétimo Rebelde                                          | +SBT       |
| 2025 | Um Gênio Chamado Jô                                       | +SBT       |
| 2025 | Sempre Rir!!! A História Do Palhaço Mais Famoso Do Mundo! | +SBT       |